# Антоній Грекович
Антоній Федорович Грекович (?, Рогатин — 23 лютого 1618, Київ) — руський (український) релігійний діяч, гарячий прихильник Берестейської унії.  

## Життєпис
Народився в Рогатині. Його батьком, імовірно, був Федір Грек — відомий діяч місцевого православного братства. Вчився в школі Львівського ставропігійного братства. 1598 року прийняв постриг при Дерманському монастирі.  
У 1605 році став очільником Віленської братської школи. Однак невдовзі його звинуватили у зв'язках з однією з черниць. Певне, остерігаючись покарання, став уніатом. Митрополит Іпатій Потій став йому довіряти, у 1609 році відправив до Києва як свого намісника.
О. Антоній Грекович як делегат унійного митрополита Іпатія Потія мав у Видубицькому монастирі свою резиденцію на початку XVII століття. Мав посаду протопопа. У Києві активно діяв, намагаючись підпорядкувати православне духовенство владі І. Потія, що викликало рішучий спротив духовенства, мирян та козаків. У 1610 році козаки написали протестацію, яку зареєстрували в Київській гродській книзі; один з них вчинив замах на життя протопопа — з того часу Грекович намагався уникати протистоянь. Але після отримання в 1612 році королівського привілею на Михайлівський Золотоверхий монастир в 1618 році спробував поширити свою владу, що викликало різку реакцію: козаки схопили його та втопили (за одними даними, 15-го, за іншими — 23 лютого) — в ополонці у Дніпрі навпроти Видубицького монастиря.